# 湖南湘涛足球俱乐部2021赛季
2021赛季的湖南湘涛队是中国足球乙级联赛的成员。2021赛季湖南湘涛队主要参加中乙联赛和中国足协杯两大赛事。受新冠肺炎疫情影响，该赛季中乙联赛为赛会制。

## 赛季介绍
受新冠肺炎疫情影响，2021赛季中乙联赛仍然采取赛会制方式举行。4月13日，湘涛官宣了引援名单，彭睿等11名新球员加盟。4月16日，湘涛在湘潭体育中心开启集训，上赛季挂名球队主教练职位的贾宏正式接过了湘涛教鞭，上赛季代理主教练职务的王琛改任领队。5月12日，湘涛前往云南泸西赛区报到。5月16日，湘涛首轮0比0战平上海嘉定汇龙。5月26日，湘涛1比0击败延边龙鼎，收获2021赛季首胜。最终，第一阶段湘涛取得4胜3平7负的成绩，落入保级组。7月31日，湘涛0比4不敌四川民足，止步于足协杯首轮。第二阶段的保级组比赛，湘涛被分入盐城赛区，采取单循环积分赛形式进行。最终，湘涛凭借1比0泉州亚新、2比0昆明郑和船工的两场关键胜利，以2胜3平2负在盐城赛区排名第4，顺利保级。最终，该赛季湘涛排名中乙第15名。此外，由湘涛俱乐部负责组队和管理的湖南U18男足，还参加了陕西全运会U18男足的预选赛，但未能晋级正赛。